# Марсіанський гейзер

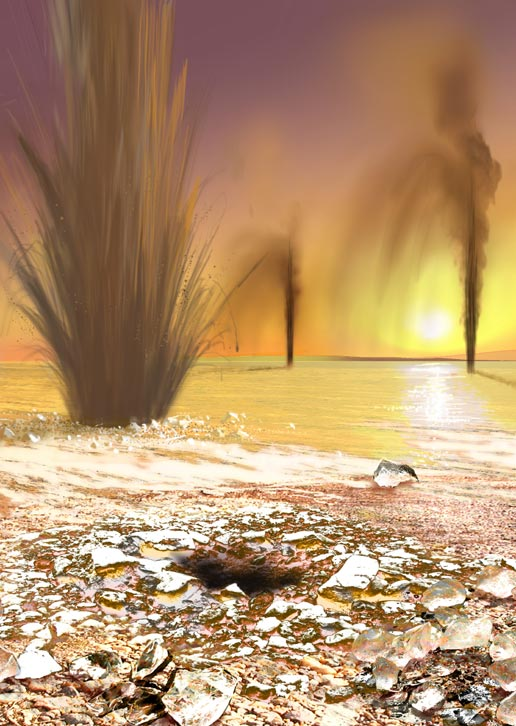
Художня концепція струменів виверження гейзерів на Марсі. (NASA; художник Ron Miller.)

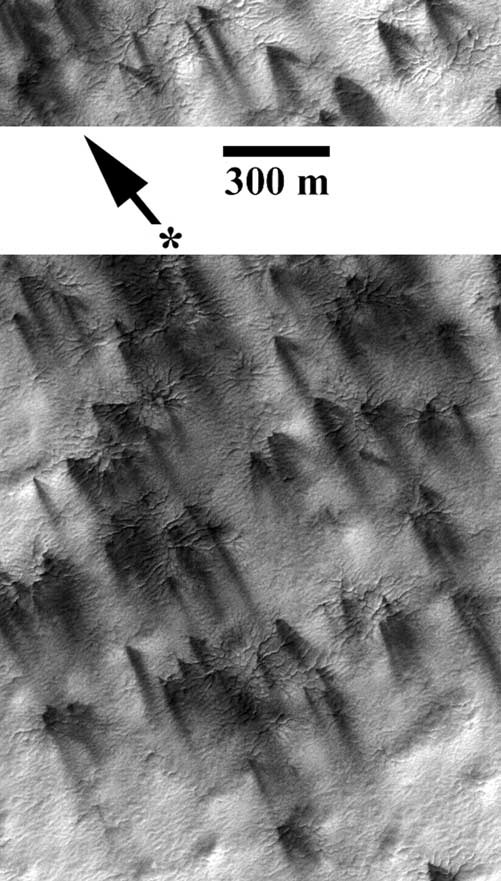
Марсіанські гейзери

Марсіанські гейзери — передбачувані дрібні струмені-виверження, які, як вважається, відбуваються в південній полярній області Марса під час весняного танення снігів. «Темні плями на дюнах» і «павуки» — ці дві особливості приписують таким виверженням. Вони не схожі на жодний земний геологічний феномен. Відбивна спроможність (альбедо), форма і незвичайний зовнішній вигляд «павуків» стимулювали ріст різних гіпотез про їхнє походження. Проте, всі сучасні геофізичні моделі припускають якусь гейзероподібну активність на Марсі. Їхні характеристики, як і процес формування, лишаються предметом дискусій.